# Конвенція про договір міжнародного автомобільного перевезення вантажів
Конве́нція про догові́р міжнаро́дного автомобі́льного переве́зення вантажі́в (КДПВ), фр. Convention relative au contrat de transport international de Marchandises par Route (CMR) — міжнародний багатосторонній договір, укладений 19 травня 1956 року в Женеві групою держав під егідою Комітету внутрішнього транспорту Європейської економічної комісії Організації Об'єднаних Націй (КВТ ЄЕК ООН).

## Мета й зміст конвенції
Конвенція стандартизує умови, що регулюють договір міжнародного автомобільного перевезення вантажів, зокрема стосовно:
- документів, які застосовуються під час такого перевезення;
- відповідальності перевізника.

Конвенція визначає:
- Сферу її застосування;
- Осіб, що за них відповідає перевізник;
- Процедури укладання і виконання договору перевезення, зокрема вимоги до вантажної накладної;
- Межі відповідальності перевізника;
- Питання, що стосуються претензій і позовів;
- Положення, які стосуються перевезення, що здійснюється послідовно кількома перевізниками.

## Членство України
Україна стала членом конвенції з 16 лютого 2007 року.
При приєднанні до Конвенції Україна зробила застереження, що вона не вважає себе зобов'язаною статтею 47 цієї Конвенції, тобто, якщо між Україною і однією чи кількома іншими державами-членами Конвенції виникне будь-який спір щодо тлумачення або застосування цієї Конвенції, що сторони не можуть його вирішити шляхом переговорів чи в інший спосіб, то такий спір не може бути на запит будь-якої із заінтересованих держави-членів Конвенції переданий для вирішення до Міжнародного Суду ООН.